# 錫古爾達城堡

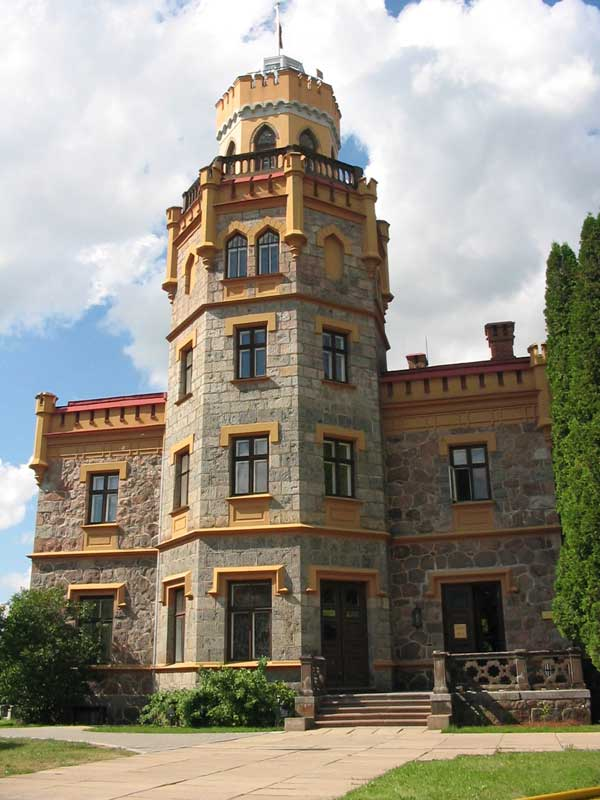
錫古爾達城堡

錫古爾達城堡，又名錫古爾達新城堡，是拉脫維亞城市錫古爾達的一座城堡，修建於1878年，外觀是新哥德式風格。1993年開始，錫古爾達區區議會在這座城堡辦公。